# Speed painting

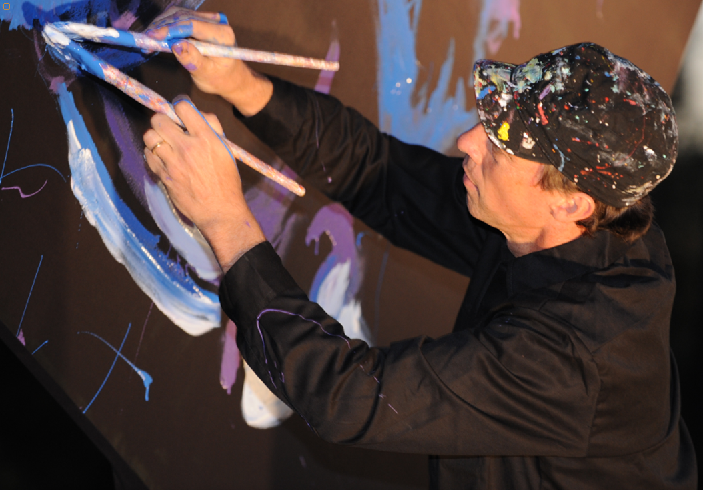
Exemplo com o uso das duas mãos no Speed painting.

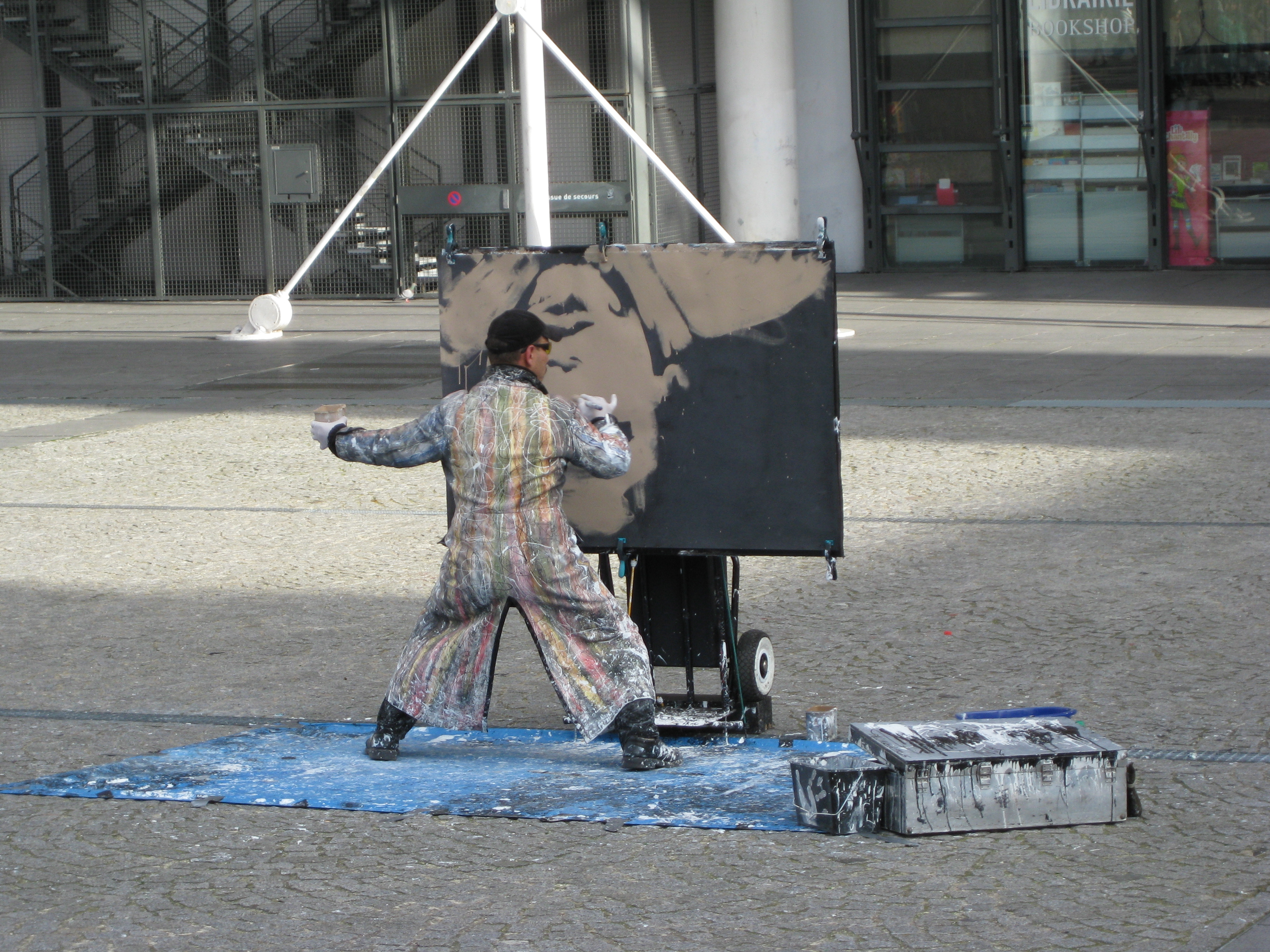
Exemplo de Speed painting na Praça Georges-Pompidou

Speed painting é um método de pintura ou ilustração, no qual a obra tem um tempo limitado para a sua conclusão (Time-lapse).
Nesse tipo de exibição performática, o resultado final deve ser mantido mesmo que a qualidade desejada não tenha sido alcançada. Alterações posteriores descaracterizam a técnica.

## Vídeos acelerados
Há processos demorados que são gravados em vídeo e reproduzidos com taxa de frames acelerada (aumento da quantidade de quadros por segundo). Tais produtos são voltados para o entretenimento, para a divulgação de trabalhos pela internet ou simplesmente para a demonstração de técnicas gráficas.